# Новоефремовка (Акмолинская область)
Новоефремовка (каз. Новоефремов) — упразднённое село в Зерендинском районе Акмолинской области Казахстана. Входило в состав Троицкого сельского округа. 

## География
Село располагалось в юге района, в 28 км на северо-запад от центра района села Зеренда, в 7 км на северо-запад от центра сельского округа села Троицкое.

## История
Ликвидировано в 2006 г. 

## Население
В 1989 году население села составляло 87 человек (из них русских 60%, казахов 32%).
В 1999 году население села составляло 25 человек (15 мужчин и 10 женщин).
| Численность населения | Численность населения |
| 1989                  | 1999                  |
| --------------------- | --------------------- |
| 87                    | ↘25                   |